# Ніколаєвич Микита Михайлович
Микита Михайлович Ніколаєвич (біл. Мікіта Міхайлавіч Нікалаевіч, нар. 11 вересня 1997, Солігорськ, Мінська область, Білорусь) — білоруський футболіст, півзахисник клубу «Торпедо-БелАЗ».

## Клубна кар'єра
Вихованець футбольного клубу «Мінськ». З 2014 року почав виступати за дубль і швидко закріпився в його складі. Восени 2015 року грав за столичний клуб у юнацькій лізі УЄФА. У сезоні 2016 році почав періодично залучатися до основної команди, але тоді так і не дебютував в офіційних матчах.
19 березня 2017 року дебютував в основній команді «Мінська» в матчі чвертьфіналу Кубка Білорусі проти БАТЕ (1:2), вийшовши на заміну на 84-ій хвилині. У Вищій лізі дебютував 15 червня 2017 року в виїзному матчі проти гродненського «Німану» (1:3), вийшовши на заміну у другому таймі. До завершення сезону 2017 року зіграв ще в 6 матчах, переважно виходячи на заміну.
У січні 2018 року продовжив контракт з «Мінськом». Сезону 2018 року розпочинав у дублі, а з липня почав стабільно з'являвся в стартовому складі.
У січні 2019 року по закінченні терміну дії контракту покинув «Мінськ» і незабаром став гравцем жодинского «Торпедо-БелАЗу», підписавши трирічний контракт.

### Клубна статистика
| Сезон    | Дивізіон | Клуб     | Країна   | Матчі | Голи |
| -------- | -------- | -------- | -------- | ----- | ---- |
| 2014     | дубль    | «Мінськ» | Білорусь | 16    | 2    |
| 2015     | дубль    | «Мінськ» | Білорусь | 18    | 4    |
| 2016     | дубль    | «Мінськ» | Білорусь | 28    | 5    |
| 2017     | Д1       | «Мінськ» | Білорусь | 7     | 0    |
| 2018     | Д1       | «Мінськ» | Білорусь | 25    | 2    |
| 2019 (1) | Д1       | «Мінськ» | Білорусь | 13    | 0    |

## Кар'єра в збірній
У жовтні 2013 року в складі юнацької збірної Білорусії брав участь в кваліфікаційному раунді чемпіонату Європи.
10 листопада 2017 року дебютував у молодіжній збірній Білорусі, вийшовши в стартовому складі в товариському матчі проти Литви (0:0).

## Громадянська позиція
Після жорстокого придушення акцій протесту, спричинених масовими фальсифікаціями президентських виборів 2020 року, побиттям та тортурами затриманих протестуючих, Микита та 92 інших білоруських футболісти засудили насильство в Білорусі.